# باول فيريرا
باول فيريرا هو سياسي كندي، ولد في 7 يناير 1973 في الأزور في البرتغال. حزبياً، نشط في الحرب الديمقراطي الجديد لأونتاريو. وقد انتخب عضو برلمان مقاطعة أونتاريو.